# غي مبينزا
غي مبينزا (مواليد 1 أبريل 2000) هو لاعب كرة قدم كنغولي يلعب في مركز المهاجم في نادي معيذر القطري.

## الإنجازات
إيه سي ليوباردز
- دوري الكونغو الممتاز : 2017

 الوداد الرياضي
- الدوري المغربي : 2022
- دوري أبطال أفريقيا : 2022

### فردية
- هداف الدوري المغربي 2022 : (16 هدف)